# Magno de Oderzo
Magno de Oderzo (Altino (Venecia), 580-670), fue un santo italiano del siglo VII que se destaca por fundar algunas de las primeras iglesias de Venecia. Fue obispo de Oderzo, viajó a Venecia donde fundó las iglesias de Santi Apostoli, San Pietro di Castello, Santa Maria Formosa, Santa Giustina, San Giovanni in Bragora, San Zaccaria, San Salvador y Angelo Raffaele.
Murió en 670 y, según los informes, sus restos están enterrados en la Iglesia de San Geremia en Venecia.